# Buccochromis
Buccochromis là chi (sinh học) của họ Cá hoàng đế có tông tên là haplochromine. Đây là chi đặc hữu ở Đông Phi.
Chi gồm 7 loài:
- Buccochromis atritaeniatus
- Buccochromis heterotaenia
- Buccochromis lepturus – Buccochromis lepturus
- Buccochromis nototaenia – Buccochromis nototaenia
- Buccochromis oculatus
- Buccochromis rhoadesii
- Buccochromis spectabilis